# St. Joseph (Ontario)
St. Joseph es un municipio canadiense situado en la provincia de Ontario.

## Superficie
St. Joseph tiene una superficie de 127,65 km².

## Demografía
En 2021, tenía 1426 habitantes, una densidad poblacional de 11,2 hab./km², y 909 viviendas.